# Erica velitaris
Erica velitaris är en ljungväxtart som beskrevs av Richard Anthony Salisbury. Erica velitaris ingår i släktet klockljungssläktet, och familjen ljungväxter.

## Underarter
Arten delas in i följande underarter:
- E. v. hemisphaerica
- E. v. parvibracteata